# Parafia Podwyższenia Krzyża Świętego w Wodzisławiu Śląskim - Zawadzie
Parafia Podwyższenia Krzyża – parafia rzymskokatolicka znajdująca się w Wodzisławiu Śląskim, w dzielnicy Zawada. Należy do dekanatu pszowskiego w archidiecezji katowickiej. Została utworzona 28 maja 1957 roku.

## Historia
Okoliczności, w jakich powstawał kościół w Zawadzie, nie są pozbawione licznych trudności, z którymi jednak ksiądz kanonik Knosala, wówczas już sędziwy człowiek z niebywałą energią potrafił się uporać. Ksiądz kanonik Knosala był głównym promotorem tego przedsięwzięcia. Znał potrzeby religijne swej parafii, znał ludzi. On też odgrywał decydującą rolę przy wyborze miejsca pod nowy kościół i opracowanie wyglądu nowej placówki duszpasterskiej.
W 1947 roku ksiądz Knosała wystarał się o zatwierdzenie planów budowy przez władzę świecką, uzyskał od właściwej władzy zezwolenie na odbiór materiałów budowlanych i rozpoczął budowę, a równocześnie wniósł do Kurii Diecezjalnej projekt kościoła celem jego zatwierdzenia.
Kościół w stylu barokowym, położony na wzgórzu, daleko w okolicy widoczny, zbudowany jest z krzyżowej nawy. Do bramy głównej prowadzą z drogi schody o 22 stopniach. Wymiary: długość – 40,2 m, szerokość – 23,6 m. Kosztorys z 22 IX 1947 r. opiewał na kwotę 2.961.511 zł.
Rozpoczęto budowę w roku 1947 w lipcu, są to czasy bardzo ciężkie, zarobki są niskie bo pracuje się więcej z ofiarności parafian. 3 października 1948 z wielkim uświęceniem wciągany był krzyż na wielką wieżę.
Pierwszą mszę św. odprawił ks. Szczutka, następne ks. Pisula Franciszek, ks. Żelazko Rudolf, ks. Ficek, ks. Łowisz Stanisław, ks. Kulesa Józef, który później w 1953 r. został mianowany pierwszym proboszczem.
Do 12.01.1953 roku należał do parafii Matki Bożej Uśmiechniętej w Pszowie. W tym dniu bowiem dekretem Kurii Diecezjalnej utworzono z Zawady samodzielną placówkę duszpasterską pozwalając od tego czasu prowadzić Księgę małżeństw i zmarłych.
Pierwszą księgę duszpasterką – Księgę Chrztów Kuria Diecezjalna zezwoliła prowadzić od roku 1949. Ks. Józef Kulesa pasterzował w tej parafii 28 lat, do IX 1980 r. Po nim duszpasterstwo przejął proboszcz, ks. Eugeniusz Cygan. W tym czasie w duszpasterstwie parafialnym skutecznie pomagają następujące grupy: Oaza Rodzin, Oaza młodzieży, Focolari i Dzieci Maryi, nie licząc oczywiście ministrantów. Ks. Eugeniusz Cygan duszpasterzował w Zawadzie przez 23 lata, tj. od września 1980 do 27 lipca 2003 roku. Urodzony w roku 1934 przyjął kapłaństwo w wieku 23 lat i posługiwał w Zawadzie od 44 do 67 roku życia. Pozostawił w Zawadzie swój krzyż prymicyjny, który to ofiarował w czasie odnowienia tabernakulum. Od 27 lipca 2003 roku duszpasterzem w Zawadzie został ks. Andrzej Nowara. Z jego inicjatywy został wybudowany dom parafialny.